# Altar (kommun)
Altar är en kommun i Mexiko.   Den ligger i delstaten Sonora, i den nordvästra delen av landet, 1 800 km nordväst om huvudstaden Mexico City.
Följande samhällen finns i Altar:
- Altar
- Llano Blanco
- 16 de Septiembre